# Avraham ben Ša'ul Broda
Avraham ben Ša'ul Broda (hebrejsky אברהם בן שאול ברודא‎; kolem roku 1640, Mladá Boleslav nebo Praha – 11. dubna 1717, Frankfurt nad Mohanem) byl český talmudista, pražský rabín a roš ješiva.

## Životopis
Avrahamův otec Ša'ul Broda poslal svého syna do Krakova na talmudická studia u tamního rabína Jicchaka ben Ze'eva Charifa, aby ho ochránil před nedobrými vlivy šabatiánství, hnutí, které se tehdy šířilo v Čechách.
Po obdržení rabínského diplomu se Broda vrátil do rodné Boleslavi, ale brzy byl povolán jako rabín do Hroznětína a odtud pak do Roudnice nad Labem. Tehdy již byla jeho reputace tak velká, že Šabtaj Bass požádal o schválení své knihy.
Když se v roce 1693 uvolnil úřad vrchního pražského rabína, byl nabídnut Brodovi a ten jej přijal navzdory tamějším přetrvávajícím nepříznivým podmínkám, důsledku velkého požáru v roce 1689, který mnoho členů židovské obce zbídačil. Tento úřad mu nepřinesl očekávané potěšení, protože vzniklo mnoho obtíží spojených s rozepří v rituálních otázkách mezi Brodou a Cvi Aškenazim, neboť všichni pražští rabíni se postavili proti Brodovi. To pravděpodobně přimělo smířlivého Brodu k hledání jiné pozice.
Jeho dalším působištěm byly Mety. Dostupné zdroje se liší ohledně data jeho příchodu do města, nicméně smlouva s datem 30. října 1708, objevená rabínem Kaufmannem, dokládá Brodův příchod do Met v roce 1709, jak tvrdí také Eljakim Carmoly, nikoli v roce 1703, jak předpokládal Cahen. V Metách, stejně jako v Roudnici a v Praze, spočívala jeho činnost především v založení a řízení ješivy. Měl údajně vynikající způsob zasvěcování nováčků do tajů talmudu.
V roce 1713 byl z Met povolán do Frankfurtu nad Mohanem, kde rovněž založil významnou ješivu, a mnozí z jeho žáků se stali významnými rabíny.

## Literární dílo
Brodovo souhrnné dílo vyšlo po jeho smrti.
1. Chidušej ge'onim (Offenbach, 1723), sestávající ze scholia k talmudickým traktátům Bava kama, Bava meci'a a Sanhedrin
2. Chidušej halachot, k traktátu Gitin, Wandsbeck, 1731
3. Šema'teta chadta, k traktátům Ketubot a Gitin, Frankfurt nad Mohanem, 1722
4. Ešel Avraham, k traktátům Pesachim, Chulin, a Bava batra, Frankfurt nad Mohanem, 1747
5. Toldot Avraham, k traktátům Kidušin a Ketubot, Fürth, 1764
6. Halichot olam, židovské zákony (německy), Budapešť

Kromě těchto spisů, se mnoho z jeho vysvětlení různých otázek nachází v dílech jiných vědců, např. v:
- Chorban Netan'el Nathaniela Weila, Karlsruhe, 1755;
- Cvi Aškenazi: Chacham Cvi, et seq.